# 1906-os magyar vívóbajnokság
Az 1906-os magyar vívóbajnokság a hetedik magyar bajnokság volt. A bajnokságot április 11. és 12. között rendezték meg Budapesten, a MAC margitszigeti vívótermében.

## Eredmények
| Versenyszám     | Arany            | Arany | Ezüst            | Ezüst | Bronz            | Bronz |
| --------------- | ---------------- | ----- | ---------------- | ----- | ---------------- | ----- |
| Férfi tőrvívás  | Békessy Béla MAC |       | Tóth Péter MAC   |       | Hámos Antal MAC  |       |
| Férfi kardvívás | Békessy Béla MAC |       | Halász Gyula MAC |       | Szántay Jenő MAC |       |